# 윌리엄 코즈그레이브
윌리엄 토머스 코즈그레이브(영어: William Thomas Cosgrave, 아일랜드어: Liam Tomás Mac Cosgair 리엄 토마스 막 코스가르, 1880년 6월 6일 ~ 1965년 11월 16일)은 아일랜드의 정치인으로, 1922년 마이클 콜린스가 암살당하자 그 뒤를 이어 아일랜드 자유국 임시정부 주석에 취임했다.

## 생애
그는 1909년 더블린 시의원이 된 후 신페인당에 가입하여 재선에 성공하였다. 1916년 더블린에서 발생한 부활절 봉기에 가담하였고 2년 후 신페인당이 총선거에서 승리하자 아일랜드 의회의 하원의원이 되었다.
영국-아일랜드 조약을 적극적으로 지지하였고 존 레드먼드와는 대립하였다. 1922년에 아서 그리피스와 마이클 콜린스가 갑자기 사망하자 그는 아일랜드 자유국의 초대대통령에 취임하였다. 오랫동안 대통령직을 맡았으나 이것은 그가 유능해서가 아닌 다른 이들이 코즈그레이브만도 못했기 때문이다.
1927년 치러진 선거에서부터 그의 당이 차지하는 의석 수가 줄더니 결국 1932년 총선거에서 이몬 데 발레라가 이끄는 당에게 패하였고 대통령직에서 사임했다. 통일 아일랜드당의 총재였던 그는 1944년에 총재직을 사임하였다. 1965년 11월 16일에 85세의 나이로 사망하였다.